# Псковэлектросвар
«Псковэлектросвар» (бывший Псковский завод тяжёлого электросварочного оборудования, сокращённо ТЭСО) — крупное машиностроительное предприятие в Пскове, занимающееся разработкой, проектированием и производством тяжёлого электрогазосварочного оборудования для предприятий различных отраслей промышленности. Был основан в 1973 году, являлся одним из крупнейших предприятий города. «Псковэлектросвар»  — единственное в России предприятие, занимающееся контактной сваркой. Заказчиками продукции «Псковэлектросвара» выступают металлургические комбинаты, предприятия локомотивного и путевого хозяйств железнодорожного транспорта в России и за рубежом. Также «Псковэлектросвар» проектирует и строит комплекты для сварки труб большого диаметра, востребованные при строительстве магистральных газопроводов.

## История

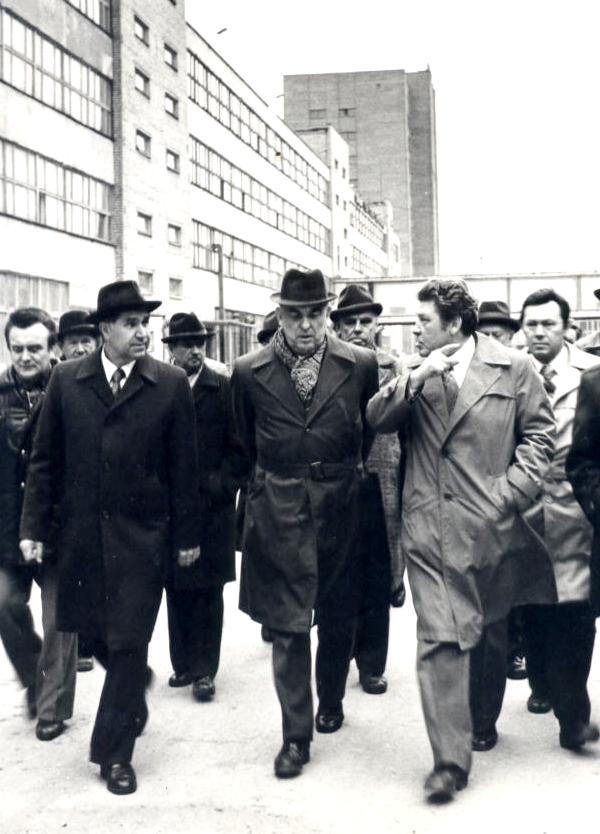
Первый секретарь Псковского обкома КПСС А.М. Рыбаков (впереди слева), министр электротехнической промышленности СССР А. К. Антонов(в центре) и директор ПЗТЭСО А.В. Лукин на заводе ТЭСО в 1979 году

А. В. Лукин и В. П. Смирнов на ТЭСО в 1986 году

Задание на проектирование крупнейшего на то время в Европе завода по изготовлению тяжёлого электросварочного оборудования было утверждено 16 мая 1966 года заместителем Министра электротехнической промышленности СССР Л. Г. Левинским. Инженерные изыскания выполнил Ленинградский институт «Ленгипроэнергопром», представивший готовый проект уже в 1970 году. В том же году началось строительство завода. Согласно проекту, строительные работы должны были завершиться в течение 5 лет. Все производственные цеха помещались под одной крышей площадью 76 тысяч м². Место для завода было определено на северо-западной окраине Пскова, в развивающемся промышленном районе, куда подходили подъездные железнодорожные пути станции Промышленная (сейчас северная горловина станции Берёзки) бывшей Псково-Нарвской железной дороги.
Самым высоким зданием являлся 15 этажный корпус конструкторского бюро. Строительство велось ускоренными темпами. Приказом министра электротехнической промышленности СССР А. К. Антонова руководителем строительства был назначен 39-летний инженер Анатолий Викторович Лукин. Он же стал и первым генеральным директором ТЭСО и сохранял этот пост до 1987 года. Дирекция строительства посещала ведущие предприятия по производству контактной сварки в ФРГ и Франции. С целью привлечения высококвалифицированных кадров из других регионов, в частности, с нижнетагильского Уралвагонзавода, Лукиным было инициировано и организовано строительство жилья для сотрудников. В 1972 году на базе ТЭСО было образовано псковское отделение  Всесоюзного научно-исследовательского института электросварочного оборудования. Уже в июле 1973 года завод выпустил первую продукцию: сварочное оборудование для контактной, дуговой, электроннолучевой, холодной, диффузионной, стыковой, шовной, точечной и рельефной сварки, помимо этого выпускались сварочные автоматические линии. ТЭСО стал крупнейшим в СССР заводом по производству оборудования контактной сварки.
В 1978—1981 годах ТЭСО обновил линейку выпускаемого сварочного оборудования. Машины контактной сварки встраивались в автоматизированные металлургические линии. На ТЭСО под руководство академика АН СССР Александра Ивановича Целикова были впервые внедрены и опробованы в производстве технологии для контактной сварки стальных листов, а также горячих блюмсов в условиях непрерывного процесса трубопрокатного и трубосварочного стана.
В начале 1980-х годов группа инженеров ТЭСО под руководством В. А. Калуженкова приступила к усовершенствованию сварочного комплекса К-700. После доработок в конструкции сварочных трансформаторов сварочный комплекс КСО-40001 вошёл серию. Новый аппарат использовался при строительстве более 1500 км магистральных газопроводов.

## Продукция

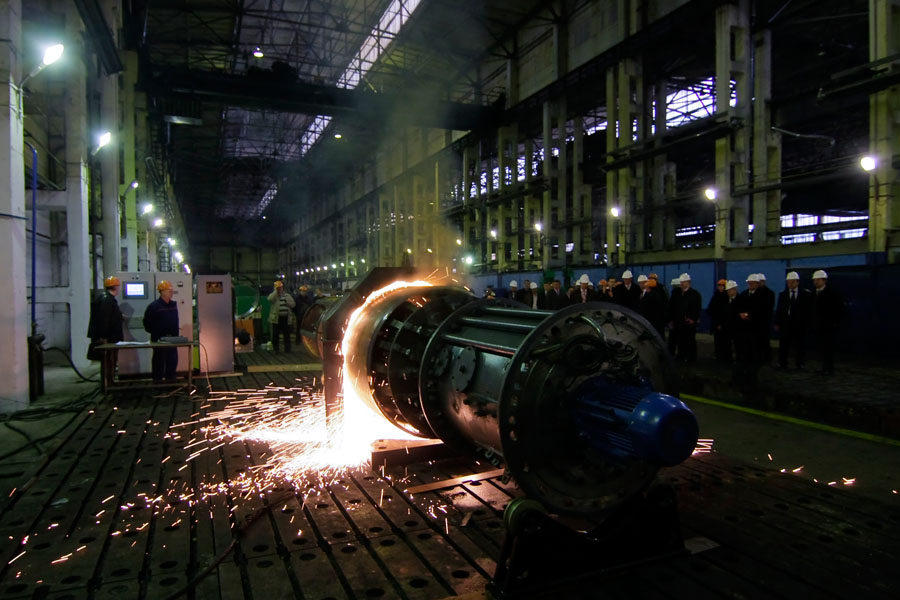
Контактная сварка непрерывным оплавлением трубы газопровода диаметром 1420 мм на ТЭСО

ТЭСО производит оборудование для сварки рельсов и труб; аппараты для контактной точечной, контактной стыковой, стыковой холодной, шовной, рельефной и дуговой сварки. Изготавливает трансформаторы и гидроцилиндры, готовые металлоконструкции, мобильные и передвижные рельсосварочные комплексы, специальные машины для стыковой сварки стрелочных остряков и крестовин.

## Кризис
В 2018 «Псковэлектросвар» столкнулся с серьёзными экономическими трудностями. Из-за больших долгов предприятия за электроэнергию (почти 8,7 млн рублей перед «Псковэнергосбытом» и свыше 10,3 млн рублей «Псковэнерго») цеха были обесточены, рабочие отправлены в вынужденный отпуск с сохранением 2/3 зарплаты, однако и эти выплаты происходят с перебоями. На совещании у временно-исполняющего обязанности губернатора Псковской области Михаила Ведерникова по вопросам финансово-экономического оздоровления псковских производственных предприятий, входящих в группу компаний «Технология металлов», генеральный директор «Псковэлектросвара» Вячеслав Стрелин сообщил, что предприятие находится в кризисе с конца 2015 года — имеет долги по налогам, лизинговым платежам и банковским кредитам. В том же 2015 начались сокращения персонала из-за сокращения объёмов производства. Арбитражный суд Псковской области в декабре 2018 года признал ЗАО «Псковэлектросвар»  несостоятельным (банкротом).